# Maiwa-Yak
Der Maiwa-Yak ist eine Rasse des Hausyaks. Da die gezielte Züchtung beim Yak noch nicht sehr weit fortgeschritten ist, weisen Yak-Rassen insgesamt weniger rassetypische Eigenschaften auf, als dies beispielsweise bei europäischen Landrinderrassen in der Mitte des 19. Jahrhunderts der Fall war. Daher sind phänotypische Unterschiede beim Hausyak vor allem durch die geographische Trennung weit auseinanderliegender Standorte zu erklären.
Der Maiwa-Yak wird im Kreis Maiwa am östlichen Rand des Qinghai-Hochlandplateaus gezüchtet. Das Klima ist sehr trocken und kalt und dadurch für die Hausrindhaltung weitgehend ungeeignet. Die Rasse geht auf die Herden von etwa 200 Nomadenfamilie zurück, die nach 1919 aus Sêrtar und Luhuo in diese Region abwanderten. Bei der Rasse spielt Milch- und Fleischleistung eine Rolle, da die Nomaden an die dort lebende Bevölkerung, die überwiegend von Ackerbau lebt, Milch und Fleisch verkaufen konnten. Der Maiwa-Yak ist außerdem eine sehr ausgeprägtes Arbeitstier, das insbesondere in sumpfigem Gelände als Last- und Zugtier eingesetzt werden kann. Etwa 64 Prozent der Maiwa-Yaks sind schwarz, 17 Prozent sind schwarz-weiß gefleckt.

## Belege

### Einzelbelege
1. ↑   Lensch et al., S. 94 bis S. 97
2. ↑   Lensch et al., S. 101 und S. 103